# Unforgettable Love
Unforgettable Love (chinês: 贺先生的恋恋不忘, pinyin: Hè xiānshēng de liànliàn bù wàng) (bra: Amor Inesquecível) é uma série de televisão de chinesa de 2021, estrelada por Wei Zheming e Hu Yixuan, e com Sheng Huizi, Yu Yijie, Shi Qingyan, Wu Chongxuan e Sun Sicheng como elenco de apoio. A série é baseada no romance Mr He's Love is Not Forgotten (贺少的闪婚暖妻) de Qin Ye. Sua história gira em torno do relacionamento amoroso entre He Qiaoyan, o CEO do Grupo Heshi, e Qin Yiyue, uma psicóloga infantil. A série foi ao ar na Mango TV em 10 de julho de 2021, e também se encontra disponíveis nos aplicativos iQiyi e iQ.com, e Viki, em regiões selecionadas.

## Sinopse
He Qiaoyan (Wei Zheming), CEO do Grupo Heshi, e Qin Yiyue (Hu Yixuan), uma psicóloga infantil, iniciam um casamento por contrato pelo bem do jovem sobrinho de He Qiaoyan, Xiaobao (Sun Sicheng). Mas o CEO, uma pessoa racional, distante e indiferente, e a psicóloga, uma mulher meiga, otimista, atenciosa e meticulosa, passam a se conhecer melhor a medida que acabam se apaixonando.

## Elenco

### Principal
- Wei Zheming como He Qiaoyan (CEO do Grupo Heshi), marido de Qin Yiyue, tio de Xiaobo;
- Hu Yixuan como Qin Yiyue (psicóloga infantil), esposa de He Qiaoyan;

#### Pessoas relacionadas a He Qiaoyan
- Sun Sicheng como He Weifei (Xiaobao)
- Yu Yijie como Wen Gu (o melhor amigo de He Qiaoyan)
- Shi Qingyan como Lin Wei
- Lu Yong como Sr. Wen (pai de Wen Gu)
- Zhang Ruijia como He Jiaqin (tia de He Qiaoyan)
- Xu Yanghao como He Qiaonian (irmão mais velho de He Qiaoyan, pai biológico de Xiaobao)
- Ren Jie como Sra. Liu
- Hu Yixuan como mãe de Xiaobao

#### Pessoas relacionadas a Qin Yiyue
- Sheng Huizi como Yang Ruowei (melhor amiga de Qin Yiyue)
- Wu Chongxuan como Ning Fang (irmão mais velho de Qin Yiyue)
- Liu Wei como Qin Qiuyang (pai de Qin Yiyue)
- Zhang Li como Luo Mingmei (mãe de Qin Yiyue)

- Li Yi Tong. Ai Qing (irmã mais nova de Qin Yiyue)
- Nina Wang. Ai Jing (irmã mais velha de Qin Yiyue)

#### Grupo Heshi
- Xie Xintong como Zhong Peishan (secretária de He Qiaoyan)
- Wang Jinduo como Ma Fada (assistente de He Qiaoyan)

#### Hospital Yade
- Zhang Haolun como Zhou Ziyang (ex-namorado de Qin Yiyue)
- Pu Yutong como Ye Qing
- Zhan Zitong como Xiao An
- Zhu Guoyu como Presidente Ye
- Zhao Weiguo como Diretor Huang

## Produção
A série começou a ser filmada em setembro de 2020 em Changsha, na China, e terminou em novembro de 2020.